# Pineda de Mar
Pineda de Mar er en catalansk by i comarcaet Maresme i provinsen Barcelona i det nordøstlige Spanien. Byen har 29.455(2024) indbyggere og dækker et areal på 10,77 km². Den er beliggende mellem byerne Calella og Santa Susanna, og ligger omkring femten kilometer fra Mataró, hovedstaden i comarcaet. Pineda de Mar betjenes af Rodalies de Catalunya, der bl.a. opererer mellem Barcelona og Maçanet-Massanes.